# Kobe Bryant
Kobe Bean Bryant, född 23 augusti 1978 i Philadelphia i Pennsylvania, död 26 januari 2020 i Calabasas i Kalifornien, var en amerikansk basketspelare som spelade för Los Angeles Lakers i NBA.
Bryant var 198 cm lång och vägde 93 kg. Han vann sammantaget fem NBA-mästerskap, varav tre tillsammans med sin gamla lagkamrat Shaquille O'Neal. 2009 vann han sin första titel utan O'Neal och 2010 sin andra, mot Boston Celtics som hade vunnit mot Bryant och Lakers två år tidigare. Säsongerna 2006 och 2007 vann Bryant poängligan överlägset. Han utsågs till NBA:s mest värdefulla spelare (MVP) 2008. Samma år tog han guld vid olympiska sommarspelen 2008 i Peking.
Kobe Bryant omkom i en helikopterolycka tillsammans med sin 13-åriga dotter samt sju andra personer.

## Familj
Bryant var son till den gamla NBA-spelaren Joe "Jelly Bean" Bryant. Han hade två systrar, Sharia och Shaya, och växte som barn upp i Italien. Han bodde även i Frankrike med familjen och gick då på International School of Basel i Schweiz. Hans förnamn kom ifrån den japanska kobebiffen som hans föräldrar såg på en restaurangmeny innan han var född. Bryant träffade sin fru Vanessa Bryant i november 1999 och de gifte sig i maj 2001. Tillsammans fick de fyra döttrar.

## Karriär

### Basket

#### High school
Bryant gick på Lower Merion High School i Philadelphia och dominerade high school-basketen totalt. Han tog sitt lag till det första mästerskapsguldet på många år. Bryant hade bra betyg och var redan stjärna i USA, och han var därför självklart högst upp på listan bland alla universitet. Bryant tog dock beslutet att istället för att läsa på universitetet gå direkt in i proffsligan NBA vid 17 års ålder. Han blev den första guarden samt den yngsta spelaren genom tiderna att gå från high school direkt till NBA. Efter att han lyckades enormt bra under sina första år i ligan blev det allt vanligare att spelare tog steget från high school-basketen direkt till NBA.

#### Genombrott i NBA (1996–1999)
Under sina första år i ligan blev Bryant jämförd med Chicago Bulls-legenden Michael Jordan (som fortfarande var aktiv) och han kallades "Den nya Jordan" då han redan som tonåring visade upp en enorm talang. 1998 blev han den yngsta spelaren genom tiderna att spela samt starta i en all star-match (19 år). Lakers lyckades dock aldrig riktigt i slutspelet och det skulle behövas ett tränarbyte för att få ändring på resultaten.

#### Mästerskapsåren (1999–2002)
Säsongen 1999/2000 började Phil Jackson som tränare för Lakers. Han hade tidigare lett Chicago Bulls och Michael Jordan till vinst i sex mästerskap. Bryant hade utvecklats till en allt mognare spelare och Shaquille O'Neal dominerade mer än vanligt. O'Neal tilldelades priset MVP efter en bra säsong.
Lakers tog sig till final tack vare storspel av  Kobe Bryant och Shaquille O'Neal som hade blivit NBot Indiana Pacers. O'Neal tilldelades också pris som finalseriens MVP.
Lakers dominerade därefter de två följande säsongerna och vann också enkelt de båda finalerna (2001, 2002). 2002 vann Bryant sin första all star-match MVP efter att ha blivit utbuad i sin gamla hemstad Philadelphia.

#### Lakers storhetstid mot sitt slut (2002–2005)
Säsongen 2002/2003 var en mycket lyckad säsong för Bryant individuellt då han snittade 30,0 poäng per match och spelade samtliga 82 matcher. Säsongen blev dock ett misslyckande för Lakers efter att ha förlorat kvartsfinalen mot San Antonio Spurs, som senare skulle komma att bli mästare.
Inför säsongen 2003/2004 värvade Lakers ytterligare storstjärnor. Dels forwarden Karl Malone och guarden Gary Payton. Lakers drabbades av skador och hamnade på en andraplats i ligan. Lakers tog sig till final där de mötte skrällaget Detroit Pistons. Lakers var storfavoriter i finalen, men Detroit vände och vann finalserien med 4-1 i matcher. Ständiga gräl mellan Bryant och O'Neal präglade också hela slutspelet.
Inför säsongen 2004/2005 bestämde sig Lakers för att satsa på Bryant. Storstjärnan O'Neal lämnade nu klubben. Bryant blev då vid endast 25 års ålder lagkapten och var den enda stjärnan i klubben. Bryant var därmed ledaren i ett mycket ungt lag, som fick det svårt och missade slutspelet. Det var den enda säsongen som Lakers missade slutspelet under Bryants karriär.

#### Superstjärna (2006–2016)
Säsongen 2005/2006 var början på en ny framgångsperiod för Bryant. Bryant vann poängligan i NBA 2006. Han snittade hela 35,4 poäng per match, vilket är det högsta snittet sedan säsongen 1986-87 då Michael Jordan snittade drygt 37.
Den 22 januari 2006 gjorde Bryant 81 poäng i en match. Bryant gjorde 55 poäng i andra halvlek och lyfte Lakers till en vinst över Toronto Raptors. Den enda som har gjort fler poäng i en enda match är Wilt Chamberlain, som gjorde 100 poäng i en match mot New York Knicks 1962.
Säsongen 2006/2007 utnämndes han till Månadens spelare i december, mars och april. Bryant vann sitt andra all star-match MVP-pris i februari. Formen fortsatte och Bryant blev historisk då han som första person, sedan Wilt Chamberlain, gjorde 50 poäng eller mer 4 matcher i rad (65, 50, 60 och 50 poäng). 
Den 23 december 2007 blev Bryant den yngsta spelaren genom tiderna att nå 20 000 poäng (29 år och 122 dagar) när Lakers slog New York Knicks i Madison Square Garden. Under matchen gjorde Bryant 39 poäng. I omröstningen till All-star matchen, fick Bryant flest röster av alla guards i ligan. Innan matchen mellan Lakers och Utah Jazz i kvartsfinalen i slutspelet tilldelades Bryant priset som NBA:s MVP för säsongen 2007/2008.
Året efter tog Lakers och Bryant hem NBA-titeln, för första gången sedan Shaquille O'Neal lämnade laget. Bryant blev utnämnd till finalseriens MVP. Säsongen 2009/2010 gav Bryant sin femte NBA-titel. Bryant blev också utsedd till finalseriens MVP för andra gången, trots att han missade 18 av 24 skott i sista matchen.
Säsongen 2010/2011 blev Bryant MVP i all-star matchen, efter att ha gjort 37 poäng, det tredje högsta resultatet efter Wilt Chamberlain (42) och Michael Jordan (40).

#### Olympiska spelen
Bryant tog guld vid olympiska sommarspelen 2008 i Peking. Detta var USA:s 13:e basketguld i olympiska sommarspelen.
Han tog även guld med USA under sommar-OS 2012 i London.

#### Meriter
- NBA-mästare (2000, 2001, 2002, 2009, 2010)
- NBA:s MVP (2008)
- NBA Finals MVP (2009, 2010)
- NBA:s all star-match (1998, 2000, 2001, 2002, 2003, 2004, 2005, 2006, 2007, 2008, 2009, 2010, 2011, 2016)
- NBA:s all star-match MVP (2002, 2007, 2009, 2011)
- NBA:s poängligavinnare (2006, 2007)
- NBA:s Slam Dunk-vinnare (1997)
- Årets high school-spelare (1996)
- OS-guld (2008, 2012)

### Efter basketen
Den 4 mars 2018 var Bryant med och vann en Oscar i kategorin "bästa animerade kortfilm" för Dear Basketball, som han hade skrivit manus till.
Kobe Bryant omkom, 41 år gammal, i en helikopterolycka tillsammans med sin 13-åriga dotter Gianna samt sju andra personer.  Hans änka Vanessa Bryant har tilldömts ett skadestånd på motsvarande 300 miljoner kronor efter att bilder från kraschen har läckt ut och spridits.